# Macrostylis confinis
Macrostylis confinis is een pissebed uit de familie Macrostylidae. De wetenschappelijke naam van de soort is voor het eerst geldig gepubliceerd in 2003 door Mezhov.